# Wiklino
Wiklino (deutsch Beckel, slowinzisch Bjìḙklɵ) ist ein Dorf im Powiat Słupski (Stolper Kreis) in der polnischen Woiwodschaft Pommern.

## Geographische Lage
Das Dorf liegt in Hinterpommern, etwa zwölf Kilometer nordöstlich der Stadt Słupsk (Stolp) und 99 Kilometer westlich der regionalen Metropole Danzig.

## Geschichte

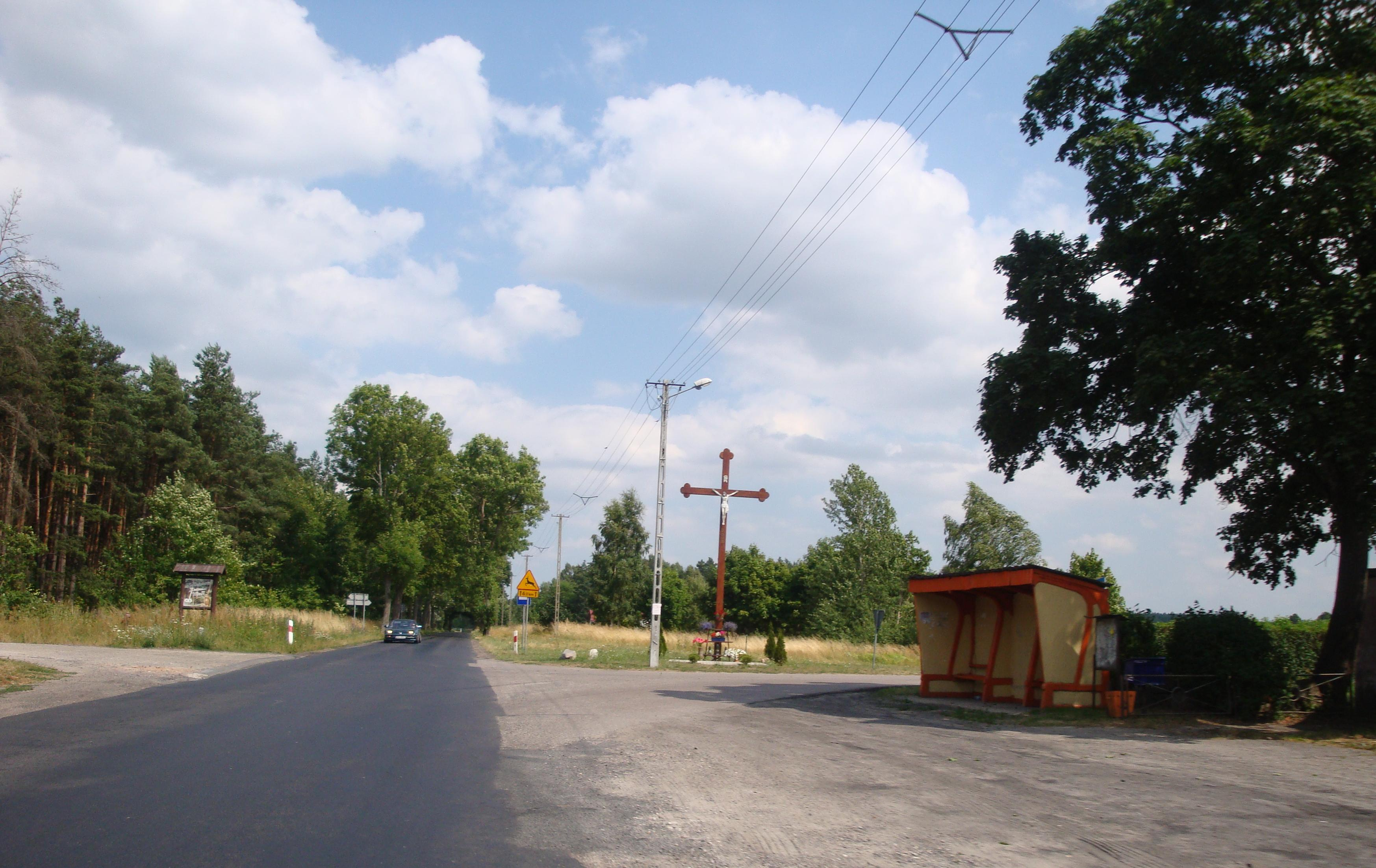
Bushaltestelle des Dorfs (2010)

Das Dorf Beckel gehört zu den ältesten urkundlich erwähnten Dörfern des Landkreises Stolp. Herzog Mestwin II. überließ das kleine Angerdorf 1281 dem Kloster Belbuck zur Ausstattung des neugegründeten Prämonstratenser-Nonnenklosters zu Stolp. In der Urkunde wurde es Viclino genannt und in einer Abschrift Vidmo, 1331 Bekene und 1493 bereits Beckel. Das Dorf war später ein Lehen der in Pommern alteingesessenen  Familie von Bandemer und gehörte als Bauerndorf zum Gut Kuckow.
Um 1784 hatte Beckel acht Bauern, einen Kossäten, einen Schulmeister und insgesamt 18 Feuerstellen (Haushalte). 1925 gab es im Dorf 65 Wohnhäuser. 1932 unterrichtete an der einstufigen Volksschule des Dorfs ein einzelner Lehrer 68 Schulkinder. 
Vor 1945 gehörte Beckel zum Landkreis Stolp im Regierungsbezirk Köslin der preußischen Provinz Pommern des Deutschen Reichs.
Auf dem 627 Hektar großen Gemeindegebiet gab es sechs Wohnplätze:
- An der Chaussee
- Beckel
- Beckeler Mühle
- Fichtkaten
- Ludwigsheim
- Luschken

1939 wurden in Beckel insgesamt 83 Haushaltungen und 319 Einwohner gezählt.
Gegen Ende des Zweiten Weltkriegs wurde die Region am 8. März 1945 von der Roten Armee besetzt und nach Beendigung der Kampfhandlungen seitens der sowjetischen Besatzungsmacht der Volksrepublik Polen zur Verwaltung überlassen. Beckel wurde unter der polonisierten Ortsbezeichnung  Wiklino verwaltet. Die einheimischen Bewohner wurden zwischen September 1946 und Juni 1947 von der polnischen Administration vertrieben. Später wurden in der Bundesrepublik Deutschland 153 und in der DDR 98 aus Beckel vertriebene Dorfbewohner ermittelt.
Der Ort ist heute Sitz eines Schulzenamts in der Gmina Redzikowo (Landgemeinde Reitz) im Powiat Słupski der Woiwodschaft Pommern. Das Dorf hat heute etwa 200 Einwohner.

### Anzahl Einwohner bis 1945
- 1910: 357[5]
- 1925: 343, darunter 336 Evangelische und zwei Katholiken[3]
- 1933: 367[6]
- 1939: 319[6]

### Kirchspiel
Die Bewohner von Beckel waren überwiegend evangelisch. 1925 gab es im Dorf nur zwei Bewohner katholischer Konfession, was 0,6 % der Einwohnerzahl entsprach. Das Dorf war in Freist eingepfarrt und gehörte damit zum Kirchenkreis Stolp-Altstadt.